# Thomas Troward

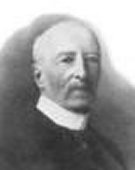
Thomas Troward

Thomas Troward (n. 1847, Punjab, India - d. 16 mai 1916) a fost un autor englez a cărui operă a influențat mișcarea New Thought și misticismul iudeo-creștin.

## Viața personală și cariera
Troward era un judecător de divizie în India sub administrație britanică. Pasiunea sa a fost studiul religiei comparative. Influențele în gândirea lui, precum și în scrierile sale ulterioare, includeau învățăturile lui Hristos, islamului, hinduismului și budismului.

## Autor„New Thought”
După retragerea sa din activitatea judiciară în 1896, Troward își începe activitatea scriitoricească, aplicând logica și cântărirea judecătorească a dovezilor în studiul problematicii cauzei și efectului.
Troward a fost autorul a șase lucrări de anvergură, printre care, Edinburgh Lectures on Mental Science („Prelegerile de la Edinburgh asupra Științei Mentale”), 1904, și The Creative Process in the Individual („Procesul creativ din fiecare”), ultima vrându-se a fi o declarație cuprinzătoare a concluziilor sale.
Psihologul și filosoful William James  caracteriza „Prelegerile de la Edinburgh asupra Științei Mentale” drept „de departe, cea mai iscusită expunere filosofică pe care am întâlnit-o, minunată în limpezimea sa susținută a gândirii și stilului, cu adevărat o clasică expunere”.

## Influență
Troward a fost creditat ca influență majoră atât a mișcării laice New Thought, precum și asupra organizațiilor religioase de Știință a religiei. Lucrările sale asupra „științei mentale” și religiei au contribuit la filosofia lui Ernest Holmes, cel care avea să pună bazele Științei Religiei  și să scrie multe din textele sale de căpătâi, inclusiv The Science of Mind („Știința minții”)'.
S-a afirmat, de asemnea, că teoriile lui Troward ar fi influențat metodologia organizațiilor „Alcoolicilor anonimi”.
În deschiderea documentarului The Secret („Secretul”) din 2006, notele introductive creditează filosofia lui Troward ca sursă de inspirație a filmului și a producerii acestuia.